# Grindrod (British Columbia)
Grindrod ist eine kleine nichtselbständige Siedlung (englisch unincorporated populated place) im zentralen Süden der kanadischen Provinz British Columbia. Administrativ gehört die Siedlung zum Regional District of North Okanagan und wird manchmal als Teil des Shuswap Country angesehen.
Grindrod liegt zwischen Enderby und Sicamous am Westufer des Shuswap River im Shuswap Highland. Der Ort befindet sich am Highway 97A, der hier den Fluss überquert.

## Demographie
Der Zensus im Jahr 2021 ergab für die Siedlung eine Bevölkerung von 1526 Einwohnern, nachdem der Zensus im Jahr 2016 für die Siedlung noch eine Bevölkerung von nur 1470 Einwohnern ergeben hatte. Die Bevölkerung hat damit im Vergleich zum letzten Zensus im Jahr 2016 deutlich schwächer als der Trend in der Provinz um 3,8 % zugenommen, während der Provinzdurchschnitt bei einer Bevölkerungszunahme von 7,6 % lag. Dabei setzt sich das Bevölkerungswachstum aus dem letzten Zensuszeitraum fort.